# هبوط المهبل
هبوط المهبل أو هبوط الرحم أو ميلان الرحم (بالإنجليزية Uterine prolapse)وله أسماء عديدة تطلق عليه مثل جهاز هبوط الحوض، تدلي الرحم أو سقوط الرحم، تهدل الرحم, هبوط المهبل، السقوط المهبلي. هبوط المهبل هو شكل من أشكال هبوط الأعضاء التناسلية للإناث. وفيها يهبط الرحم ويتدلى نحو المهبل، وفي الحالات الشديدة قد يتدلى حتى يخرج من فتحة المهبل.

## الأسباب
يعتبر السبب الأكثر شيوعا من هبوط الرحم هو الصدمة أثناء الولادة، ولا سيما الولادات المتعددة أو الصعبة. فحوالي 50٪ من النساء اللواتي أنجبن عدد من الأطفال، يتطوير شكل ما من جهاز هبوط الحوض في حياتهم. كما يعتبر هبوط الرحم أكثر شيوعا عند النساء المتقدمات في العمر، ولا سيما في أولئك الذين حدث عندهن انقطاع الطمث. وتدلي الرحم والمهبل يعني هبوطهما أسفل الوضع الطبيعي، وعادة ما يحدث هبوط العضوين معآ لأن الأربطة التي تحفظهما في الحوض تصلهما معآ بجدار الحوض.وضعف عضلة ارضية(قاع) الحوض يسهل هبوط الرحم والمهبل.في بعض الاحيان يبدأ السقوط بالرحم ليجذب معه الجزء العلوي للمهبل، وقد يحدث العكس وقد يكون ظهور الهبوط في الرحم أكبر من الهبوط في جدار المهبل، والعكس صحيح.
ومن الاسباب العديدة لهبوط الرحم:
- - ضعف أربطة عنق الرحم ويشمل:1- ضعف خلقي مسببآ سقوط الجهاز التناسلي في سن مبكرة، وقد يحدث السقوط قبل الزواج والولادة.

2- اسباب لها علاقة بولادة خاطئة وتشمل: تكرار الولادة دون وجود فترة زمنية مناسبة فاصلة حتى تستعيد الاربطة والعضلات قوتها.الحزق لمحاولة الولادة قبل اتساع كامل لعنق الرحم، حيث يحدث هذا ضغط الراس على عنق الرحم قبل إتساعه مضعفآ أربطته.محاولة توليد الراس عن طريق الجفت أو جهاز الشفط أو توليد «المجيء بالمقعدة» قبل إتساع عنق الرحم اتساعآ كاملآ.إذا كان المولود كبير الحجم محدثآ تمزقآ في الاغشية المحيطة بالمهبل التي تسانده.
3- ضعف الأربطة والعضلات بعد سن اليأس، حيث يقل هرمون الإستروجين الذي يؤثر على حيوية وقوة هذه الاربطة والعضلات.
- - تمزق عضلات أرضية الحوض والعجان، ويحدث هذا بسبب الولادة وعدم خياطة هذه التمزقات.
- -ميلان الرحم إلى الخلف مما يؤدي هذا على هبوط الرحم بالمهبل ثم الشد عليه.
- -السعال المزمن.
- -الإمساك المزمن.
- -وجود أورام بالبطن.

حيث تؤدي هذه الأسباب إلى زيادة الضغط بالتجويف البطني ضاغطة على الرحم إلى أسفل، وكذلك الجذب على الرحم من اسفل عن طريق السقوط المهبلي.

## الأنواع
يوجد نوعان لهبوط المهبل وهي
1- هبوط جدار المهبل الأمامي ويشمل:
أ-هبوط الجزء العلوي من جدار المهبل الأمامي يجذب معه جدار المثانة مسببآ هبوطآ في المثانة.
ب-هبوط الجزء السفلي من جدار المهبل الامامي مسببآ هبوط قناة مجرى البول معه.
2- هبوط جدار المهبل الخلفي ويشمل:
أ-هبوط الجزء العلوي للجدار الخلفي للمهبل مسببآ نزول الأمعاء في هذا الجزء من الهبوط.
ب-هبوط الجزء السفلي للجدار الخلفي للرحم ومعه هبوط المستقيم.

## الأعراض
1- احتقان جدار المهبل وجفافه والتهابه، وقد تحدث تقرحات به.
2- استطالة عنق الرحم.
3- ميل خلفي للرحم، واحتقان المبيضين، مؤديآ إلى تقارب دورات الطمث وكثرته.
4- الشعور بثقل أو ضغط في أسفل الحوض، والشعور بضعف العجان.
5- ظهور ورم أو تضخم من المهبل عند الجزق أو الوقوف واحتفاء ذلك عند النوم.
6- عسر طمث احتقاني، حيث تشكو المريضة من الآم في الحوض قبل بدء الدورة الشهرية.
7-تسلس البول: الشعور بالرغبة في تكرار البول نهارآ أو عسر التبول، وفي حالة حدوث التهاب في جدار المثانة يستمر الشعور بالرغبة في التبول ليلآ ايضآ مع الشعور بالالام أثناء التبول، وقد تخرج كمية من البول عند العطس أو السعال، وقد يحدث مغص كلوي نتيجة للهبوط الرحمي جاذبآ معه أربطة الرحم حيث يضغط ذلك على الحالب.
8- الشعور بالرغبة الكاذبة للتبرز (في حالة سقوط الجدار الخلفي للمهبل).
9- افرازات مهبلية قد تصبح مدممة في حالة حدوث تقرحات في المهبل.
10- تقارب الطمث وزيادة كميته.
11- الشعور بألم اثناء الجماع.
12- آلام الظهر وبخاصة الم اسفل الظهر).

## التشخيص
يمكن أن يشخص الطبيب حالة تدلي الرحم بسهولة أثناء الفحص الحوضي

## العلاج
يتم العلاج حسب شدة الحالة ودرجة الهبوط الذي يصيب المهبل، واخذ عمر المصابة بالحسبان.فاذا كانت درجة الهبوط بسيطة وغير مسبب لأعراض، فتنصح السيدة بتمرينات لعضلات الحوض والعجان، ويتكرر ذلك بصفة منتظمة حتى لا يزداد الهبوط. اماإذا كان الهبوط بجدار المهبل يجرى تصليح جراحي لجدار المهبل وتسند المثانة والمستقيم بخياطة الأنسجة تحتهما.وإذا صاحب ذلك هبوط في الرحم، يضاف لتصليح جدار المهبل تصليح(تقصير) لأربطة الرحم بخياطتها أمام عنق الرحم، وفي حالة استطالة عنق الرحم يستأصل جزء من عنق الرحم ايضآ.أما عن الهبوط بعد سن اليأس, فان في معظم الأحيان يتم استأصال الرحم عن طريق المهبل، كما يجرى تصليح لجداري المهبل.إدخال كريم إستروجين إلى المهبل للمساعدة على استعادة قوة ونشاط الأنسجة المهبلية. فيما يتعلق بالنساء اللاتي لا يرغبن في الحل الجراحي ولكن لديهن صعوبة في إبقاء الرحم في موضعه، يمكنهن استخدام أداة تسمى فرزجة(تحميلة) Pessary وهي غالبآ ما توفر دعمآ كافيآ للرحم، والفرزجة تشبه الحاجز الغشائي المستخدم لمنع الحمل، إذي يتم تركيبه بحيث يلاصق عنق الرحم للمساعدة على منع الرحم من التدلي وهو يحتاج إلى تنظيف ومتابعة لتصحيح وضعه على فترات منتظمة.
. حاليا هناك بديل جديد لحوضية جهاز هبوط الذي هو براءة اختراع والتي يتم إنتاجها، ودعا FemiCushion. كان يلبس تكتم، ويستخدم السيليكون وسادة للمساعدة في الحفاظ على الأعضاء المصابة في مكان ويفعلون كل أنشطة اليوم.

## وصلات خارجية
- Information about the UP epidemic in Nepal
- Illustrated description of Manchester Operation